# 花栗
花栗（はなぐり）は、埼玉県草加市の町名。現行行政地名は花栗一丁目から四丁目。郵便番号は340-0044。

## 地理
草加市中央部に位置する。北は北谷・松原、西は小山、南は西町、東は草加に隣接する。北部を伝右川が流れる。地内は主に戸建ての住宅地である。

## 歴史
もとは江戸期より存在した武蔵国足立郡に属する花栗村であった。
- はじめは幕府領で、後の寛永年間頃に知行は関東郡代伊奈氏となる[2]。なお、検地は1639年（寛永16年）に実施。
- 1792年（寛政4年）より伊奈氏が失脚となり、再び幕府領となるが、その後知行は旗本伊奈氏となる[2]。
- 幕末の時点では足立郡に属し、明治初年の『旧高旧領取調帳』の記載によると、伊奈兵庫の知行[3]。
- 1868年（慶応4年）6月19日 - 幕府領が武蔵知県事・山田政則（忍藩士）の管轄となる。
- 1869年（明治2年）
  - 1月13日 - 武蔵知県事・河瀬秀治の管轄区域に小菅県[3]を設置、県庁は葛飾郡小菅村に置かれる。
  - 12月2日 - 旗本領が上知され、小菅県[3]の管轄となる（府藩県三治制も参照）。
- 1871年（明治4年）11月13日 - 第1次府県統合により埼玉県の管轄となる。
- 1879年（明治12年）3月17日 - 郡区町村編制法により成立した北足立郡に属す。郡役所は浦和宿に設置。
- 1889年（明治22年）4月1日 - 町村制施行に伴い、安行、赤山領領家、原、慈林、北谷、苗塚、小山、花栗、藤八新田、吉蔵新田の8箇村2新田が合併し、安行村が成立。花栗村は安行村の大字花栗となる。
- 1956年（昭和31年）4月1日 - 安行村が川口市に編入され、大字花栗は川口市の大字となり、安行花栗に改称。
- 1957年（昭和32年）5月1日 - 境界変更によって、川口市から草加町へ編入。草加町の大字となり、花栗に改称。（周辺の北谷・小山・苗塚・原も同時に草加町へ）
- 1958年（昭和33年）11月1日 - 市制施行と同時に大字花栗から花栗町へ地名変更[4][2]。
- 1987年（昭和62年）1月1日 - 第4次住居表示の実施により[5]花栗町、苗塚町、栄町の各一部から花栗一丁目〜四丁目が成立[6][7]。また、同日花栗町の一部が学園町の一部となる[6]。花栗町は消滅[6]。

## 交通

### 鉄道
町内に鉄道は存在しない。東武伊勢崎線（東武スカイツリーライン）獨協大学前駅が最寄駅となる。

### 道路
国道4号草加バイパスが縦断している。東西を埼玉県道34号さいたま草加線が結ぶ。花栗（中）交差点が設置されている。
- 谷古田道
- 花栗通り

## 施設
- 花栗伏見稲荷神社
- 草加市立花栗中学校
- 草加市立花栗南小学校
- 草加警察署
- 国土交通省北首都国道事務所
- 県営草加花栗団地
- 花栗会館 - 公民館
- 真言宗智山派南光院
- 稲荷神社 - 花栗会館脇に鎮座
- 草加松原教会
- 埼玉県信用金庫西草加支店
- 花栗クローバー公園
- 花栗第2公園
- 花栗第3公園
- 花栗第6公園
- 花栗第7公園